# John Martin Poyer
John Martin Poyer, ameriški pomorski častnik, * 1861, † 12. maj 1922.
Poyer je bil kapitan korvete Vojne mornarice ZDA in guverner Ameriške Samoe med 1. marcem 1915 in 10. junijem 1919.